# Plac Kolegiacki w Poznaniu
Plac Kolegiacki - plac znajdujący się na Starym Mieście, na osiedlu samorządowym Stare Miasto w  Poznaniu. 

## Charakterystyka
Powstał po rozebraniu w 1802 ruin kolegiaty św. Marii Magdaleny. 
Wschodnia, charakterystycznie zagięta, linia zabudowy odtwarza dawny przebieg murów miejskich. W pobliżu obecnego ośrodka zdrowia mieszkał działacz polityczny i społeczny, ks. Józef Prądzyński. Pod numerem 13 znajdowała się przed II wojną światową siedziba poznańskiego okręgu stowarzyszenia „Caritas”.

## Opisane obiekty
- dawne Kolegium Jezuickie (obecnie Urząd Miejski),
- Teatr jezuicki w Poznaniu
- modernistyczny ośrodek zdrowia (proj. Jerzy Tuszowski),
- dom nr 5 – klasycystyczna kamienica z lat 1802–1803, wzniesiona dla filantropa poznańskiego – Gotthilfa Bergera, obecnie znajduje się w nim Hotel Kolegiacki

- pomnik koziołków,
- kolegiata św. Marii Magdaleny – nieistniejąca

## Ulice dochodzące
- Ulica Za Bramką (od południa)
- Ulica Gołębia (od zachodu)
- Ulica Kozia (od zachodu)
- Ulica Ślusarska (od północy)

## Galeria

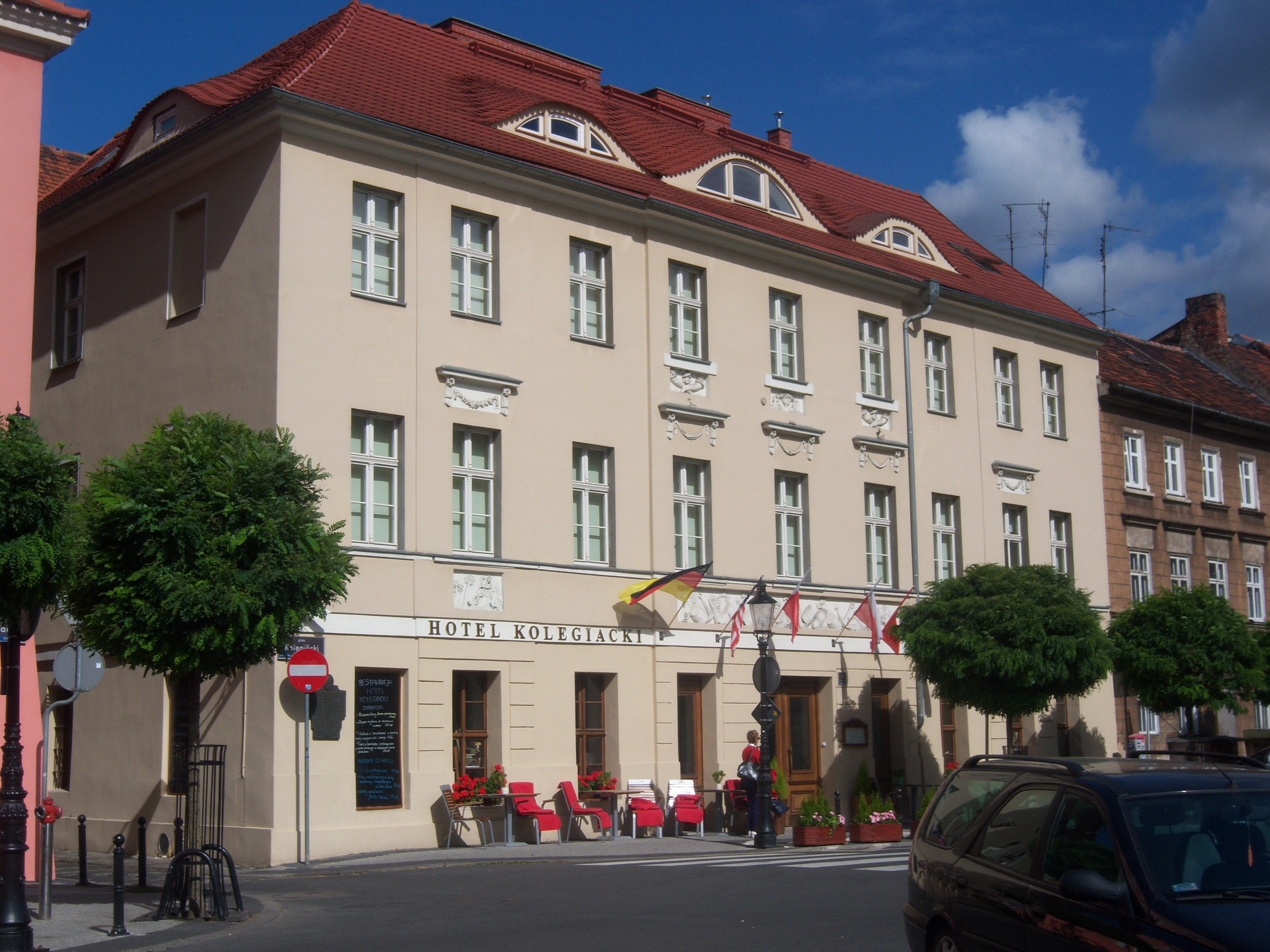
Hotel Kolegiacki
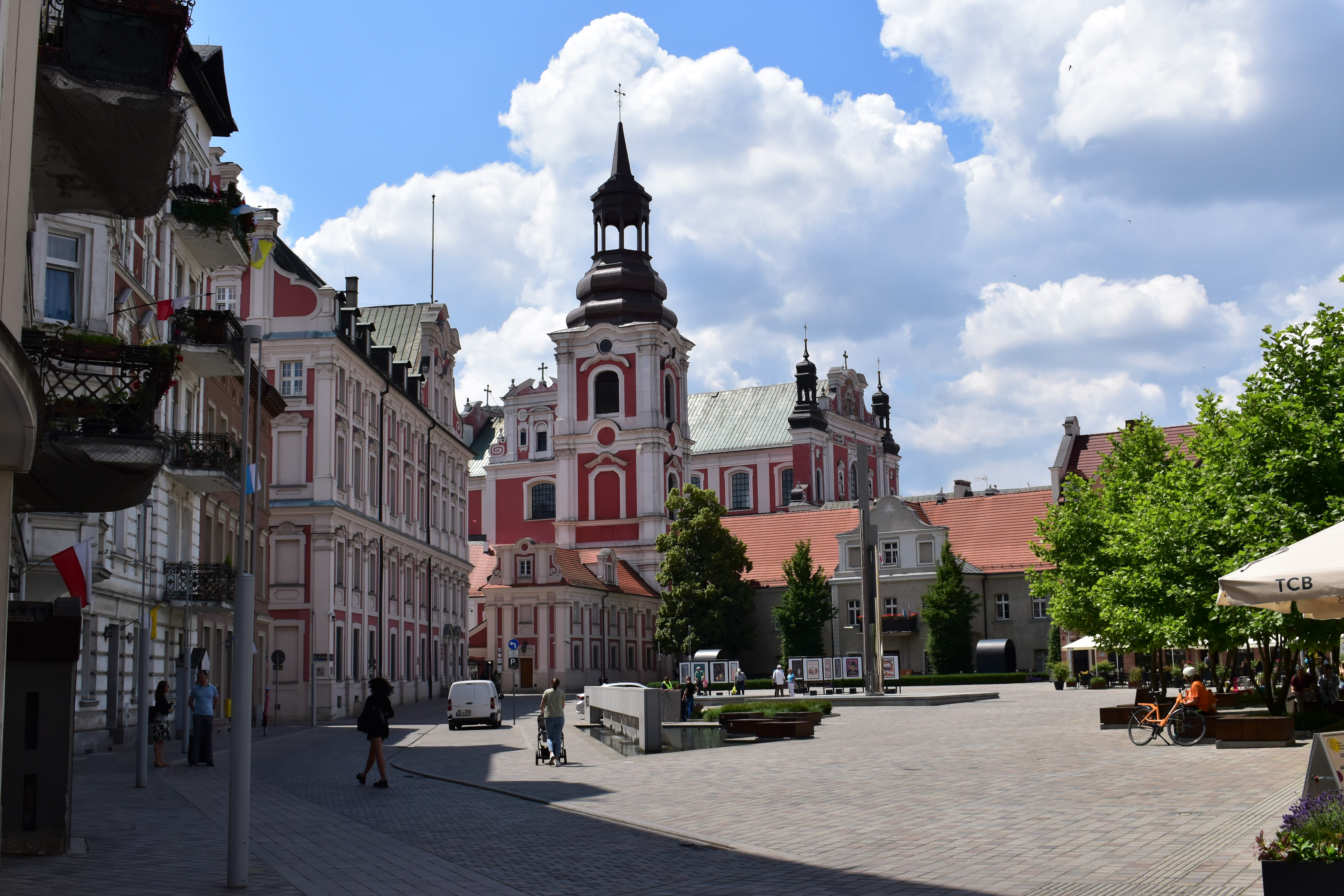
Plac Kolegiacki z Farą i Urzędem miasta